# Opius eurytenoides
Opius eurytenoides är en stekelart som beskrevs av De Santis 1966. Opius eurytenoides ingår i släktet Opius och familjen bracksteklar. Inga underarter finns listade i Catalogue of Life.